# Fyra år till
Fyra år till är en svensk romantisk komedifilm från 2010 i regi av Tova Magnusson-Norling, producerad av bland andra Film i Väst. I huvudrollerna finns Björn Kjellman, Eric Ericson och Tova Magnusson-Norling.

## Handling
När David plötsligt en dag blir kär är problemet inte att han redan är gift. Problemet är inte ens att den han blir kär i är en man. Davids problem är att mannen han blir handlöst förälskad i, Martin, är den absolut sista på jorden han får bli kär i. Om de inte lyckas dölja sin kärlek hotar en offentlig skandal, som kommer att krossa deras karriärer.

## Rollista (i urval)
- Björn Kjellman – David Holst
- Eric Ericson – Martin
- Tova Magnusson – Fia
- André Wickström – Jörgen
- Sten Ljunggren – Josef
- Iwar Wiklander – Sven
- Inger Hayman – Ingrid
- Jacob Nordenson – Edvard
- Richard Ulfsäter – Hugo
- Christina Stenius – Heddan
- Annika Lantz – Annika Lantz